# Vladislav Broda
Vladislav Broda (* 29. August 1964 in Třinec) ist ein deutscher Tischtennisspieler tschechischer Abstammung. Er wurde 1994 deutscher Meister im Einzel.

## Zeit in der ČSSR
Seine Karriere begann Broda in Tschechien. Hier spielte er ab 1971 im Verein Třinec und ab 1974 beim Vitkovice Ostrava, mit dem er fünfmal die Landesmeisterschaft gewann. 1984 siegte die Mannschaft im Europapokal der Landesmeister, 1986 wurde sie Zweiter.
Nachdem Broda 1979 in Rom durch einen Sieg im Endspiel gegen Jan-Ove Waldner Europameister der Schüler wurde, nahm er an drei Junioren-Europameisterschaften teil, gewann 1980 im Mannschaftswettbewerb und im Mixed (mit Marie Hrachová) und holte 2. Plätze 1981 im Einzel sowie 1981 und 1982 im Doppel.
Seinen ersten Einsatz im Nationalteam hatte Broda im Alter von 13 Jahren. 1981 nahm er an der Weltmeisterschaft in Novi Sad teil und erreichte mit der Nationalmannschaft Platz 4. Bei der Weltmeisterschaft 1983 kam die Mannschaft nur auf Platz 10.  1982, 1984 und 1986 spielte er bei der Europameisterschaft, hier kam er 1982 im Doppel ins Viertelfinale und wurde mit der Herrenmannschaft Vize-Europameister, 1984 erreichte er mit der Mannschaft Platz 4.

## Zeit in Deutschland
Seit Anfang der 1990er Jahre lebt Broda in Deutschland. 1991 erhielt er die deutsche Staatsbürgerschaft. Seither spielte er mit mehreren Vereinen in der ersten und zweiten Bundesliga, u. a.
- 1990–1991 TTC Schwalbe Bergneustadt
- 1991–1992 TTF Bad Honnef
- 1992–1996 TTC Jülich
- 1996–1997 TSV Maxell Sontheim
- seit 1997 TTC Schwalbe Bergneustadt

1994 wurde Broda in Bensheim Deutscher Meister im Einzel, 1998 in Saarbrücken mit seinem Bruder Miroslav Deutscher Meister im Doppel. Bereits 1993 waren sie Dritter geworden, 1997 hatten sie das Endspiel erreicht. Mit Susanne Harst gewann er 1997 Silber im Mixed.
1993 gewann er mit Jülich den europäischen Nancy-Evans-Cup.

## Privat
Vladislav Broda hat einen Zwillingsbruder Miroslav, mit dem er bei mehreren Vereinen gemeinsam in einer Mannschaft spielte (z. B. Jülich, Bergneustadt). Sein älterer Bruder Bohuslav (* 19. November 1962) trat ab 1992 für die 2. Mannschaft von Jülich an. Vladislav Broda ist verheiratet und hat zwei Kinder.

## Turnierergebnisse
| Verband | Veranstaltung                         | Jahr | Ort        | Land | Einzel     | Doppel        | Mixed     | Team |
| ------- | ------------------------------------- | ---- | ---------- | ---- | ---------- | ------------- | --------- | ---- |
| TCH     | Europameisterschaft                   | 1982 | Budapest   | HUN  |            | Viertelfinale |           | 2    |
| TCH     | Jugend-Europameisterschaft (Kadetten) | 1979 | Rom        | ITA  | Gold       |               |           | 1    |
| TCH     | Jugend-Europameisterschaft (Junioren) | 1982 | Hollabrunn | AUT  | Halbfinale | Silber        |           |      |
| TCH     | Jugend-Europameisterschaft (Junioren) | 1981 | Topolcany  | TCH  |            | Silber        | Silber    |      |
| TCH     | Jugend-Europameisterschaft (Junioren) | 1980 | Poznań     | POL  |            |               | Gold      | 1    |
| TCH     | Weltmeisterschaft                     | 1985 | Göteborg   | SWE  | letzte 64  | letzte 32     | letzte 16 | 7    |
| TCH     | Weltmeisterschaft                     | 1981 | Novi Sad   | YUG  | letzte 64  | letzte 64     | Qual      | 4    |